# Ангелівка (зупинний пункт)
Анге́лівка — пасажирський залізничний зупинний пункт Тернопільської дирекції Львівської залізниці.
Розташований біля с. Ангелівка, Тернопільський район Тернопільської області на лінії Тернопіль — Підволочиськ між станціями Бірки-Великі (6 км) та Максимівка-Тернопільська (11 км).
Станом на травень 2019 року щодня чотири пари електропотягів прямують за напрямком Підволочиськ — Тернопіль-Пасажирський.